# Инцидент в Трире (2020)
Инцидент в Трире — наезд на людей в немецком городе Трире, федеральной земли Рейнланд-Пфальц, произошедший 1 декабря 2020 года. В результате происшествия погибли 6 человек, около 23 получили ранения.

## Атака
Около двух часов дня по местному времени на скорости 80 километров в час внедорожник протаранил толпу в пешеходной зоне. Водитель не сигналил и не пытался сбросить скорость. В результате погибли четыре человека, в том числе ребёнок. По разным данным, пострадали от 10 до 30 человек.

Случилось это в послеобеденное время, приблизительно около двух часов дня, на пешеходной зоне, которая выходит к Марктплатц. Очень много пострадавших, по Триру курсируют полицейские машины, пожарные, скорые помощи. Если вначале квалифицировали как теракт, то сейчас уже просто как происшествие, аварию. Человека, совершившего наезд, задержали полицейские, была небольшая гонка. Его задержали, по номерам [автомобиля] идентифицировали. И сейчас уже даже из Facebook пропала его страница. Его звали Бернд Вальтер Вайнманн, он немец. Я его фотографию видела, но сейчас все пропало. На пешеходную зону машины не имеют права заезжать, там даже велосипедам запрещено ездить, но автомобили местных жителей, которые проживают в этих домах, около Марктплатц, или машины, которые подвозят продукты к ресторанам, имеют право туда заезжать, поэтому, возможно, он был жителем какого-то дома. Плюс в этом году нет рождественского базара, поэтому заградительные тумбы не были поставлены, как в прошлом году.
— Татьяна Хеккер, член союза журналистов Германии

## Погибшие и раненые
В результате нападения погибли пять человек: 9-недельный ребёнок, 45-летний мужчина, являвшийся его отцом, и три женщины в возрасте 25, 52 и 73 года. Все они были жителями Трира. Ещё до 30 человек получили ранения, в том числе гражданин Люксембурга.

## Задержание
После известия о произошедшем, на место немедленно прибыла полиция. Нападавший при задержании оказал сотрудникам правоохранительных органов сопротивление. Обер-бургомистр города Вольфрам Лайбе заявил: «У нас имел место умышленный наезд на пешеходов в центре города. Водитель был в состоянии амока.

## Подозреваемый
Нападавший был опознан как 51-летний местный житель немецкой национальности, родившийся в Трире. Он был арестован спустя четыре минуты после нападения. Сообщалось, что перед инцидентом он употребил большое количество алкоголя. Полиция считает, что преступник действовал не по политическим, религиозным или идеологическим мотивам, а из-за проблем с психическим здоровьем, смешанных со злоупотреблением алкоголем. Будучи допрошенным полицией, он должен был пройти психиатрическую экспертизу, так как врач недавно пришёл к предварительному заключению, что этот человек может страдать психическим заболеванием.